# Egale pelsmot
De egale pelsmot (Tinea columbariella) is een vlinder uit de familie echte motten (Tineidae). De wetenschappelijke naam is voor het eerst geldig gepubliceerd in 1877 door Wocke.
De soort komt voor in Europa.